# Adam and Dog
Adam and Dog ist ein US-amerikanischer animierter Kurzfilm von Minkyu Lee aus dem Jahr 2012.

## Handlung
Kurz nach Erschaffung der Welt erkundet der erste Hund das Paradies Garten Eden. Er bellt einen Mammuth an, beobachtet die Glühwürmchen und erschreckt sich vor einem Nilpferd. In einem Getreidefeld trifft er auf den ersten Menschen Adam. Adam gibt dem Hund etwas zu fressen und streichelt ihn. Am nächsten Tag sucht der Hund Adam auf, und zufällig entwickelt sich das Spiel Stöckchenwerfen. Zwischen Adam und Hund entsteht ein Vertrauensverhältnis, beide erkunden das Paradies und bleiben zusammen.
Eines Tages trifft Adam auf Eva. Zwar wirft er für den Hund weiterhin Stöckchen, hat jedoch kaum noch Interesse für ihn. Als der Hund mit dem Stöckchen immer wiederkommt, wirft Adam den Stock einmal so weit er kann. Als der Hund zurückkehrt, sind Adam und Eva verschwunden. Vergeblich sucht der Hund in der nächsten Zeit nach beiden. Plötzlich geht ein heftiges Gewitter nieder, und der Hund verbirgt sich mit dem immer noch im Maul gehaltenen Stöckchen. In der Ferne sieht er Adam und Eva flüchten und rennt ihnen nach. Mit Bellen macht er auf sich aufmerksam, schreckt jedoch zurück, als er Adams vollkommen verändertes, rohes Äußeres erkennt. Adam und Eva fliehen aus dem Paradies und gehen gesenkten Hauptes in die wüstenähnliche Leere. Die Tiere, unter ihnen der Hund, blicken ihnen vom Rand des Paradieses nach. Während alle anderen Tiere sich nach einiger Zeit abwenden und in den Urwald zurückziehen, folgt der Hund Adam und Eva. In der Ferne erkennt man, wie Adam den Hund begrüßt und auch Eva niederkniet und Bekanntschaft mit dem Hund macht. Zu dritt entschwinden sie in der Ferne.

## Produktion
Die Idee für Adam and Dog kam Regisseur Lee während seines Regie-Studiums an der CalArts. Er begann Ende 2009 mit der Arbeit am Film. Lee schuf den Film mit einem Team von befreundeten Animatoren, die unentgeltlich mitarbeiteten, in den folgenden zwei Jahren in seiner Freizeit. Hauptanimatoren waren neben Lee Jennifer Hager, James Baxter, Mario Furmanczyk, Austin Madison und Matt Williames. Anschließend widmete sich Lee sechs Monate voll und ganz der Fertigstellung des Films. Als Mentor stand ihm dabei Disney-Animator Glen Keane zur Seite. Die Produktionskosten von Adam and Dog betrugen zwischen 10.000 und 20.000 Dollar, die der bei Disney beschäftigte Animator Lee selbst aufbrachte.
Laut Lee will der Film erklären, warum zwischen Mensch und Hund so eine enge Bindung besteht. Im Gegensatz zu vielen Animationsfilmen wird der Hund nicht „vermenschlicht“ dargestellt und spricht auch nicht.

## Auszeichnungen
Adam and Dog gewann als bester animierter Kurzfilm 2012 den Annie Award. Der Film wurde 2013 für einen Oscar in der Kategorie „Bester animierter Kurzfilm“ nominiert.